# Heirate nie beim ersten Mal
Heirate nie beim ersten Mal (Originaltitel: Forsaking All Others) ist ein US-amerikanischer Spielfilm mit Joan Crawford, Clark Gable und Robert Montgomery in den Hauptrollen. Der Film ist ein gutes Beispiel für die exzellenten Produktionswerte, die MGM zur Verfügung standen.

## Handlung
Mary Clay, Tochter aus sehr wohlhabendem Haus, steht unmittelbar vor der Hochzeit mit den Millionär Dillon Todd, den sie schon von Kindesbeinen an geliebt hat. Nur Stunden vor dem Gang zum Altar kommt Jeff Williams, Marys bester Freund zurück aus Europa, wo er viel Geld verdient hat. Jeff, der Mary seit Jahren heimlich liebt, will ihr einen Heiratsantrag machen. Er eilt auf das stattliche Anwesen der Clays und findet das ganze Haus in Aufregung. Als ihm Mary die Neuigkeiten überbringen, ist Jeff emotional verletzt, schweigt jedoch über seine Gefühle, um ihr nicht den Tag zu verderben. Er schickt Mary heimlich einen riesigen Strauß Kornblumen und sichert ihr persönlich seine ewige Freundschaft zu. In dem Moment platzt die Nachricht herein, dass Dillon mit einem Showgirl durchgebrannt sei. Beide hätten in Atlantic City geheiratet. Tief getroffen zieht sich Mary mit ihrer Tante Paula auf das luxuriöse Anwesen der Familie in den Hamptons zurück, um dort über den Verrat von Dillon hinwegzukommen.
Nach einigen Wochen glaubt Jeff, seine Chancen stünden gut, Mary endlich den ersehnten Antrag zu machen. Er will sich gerade emotional öffnen, als Tante Paula in das vertraute Beisammensein stürzt und verkündet, Dillon wäre wieder solo, die Ehe annulliert und er würde seinen Fehler zutiefst bereuen. Mary lädt ihn sofort ein, das Wochenende mit ihr zu verbringen. Jeff hält Mary vor, sich kindisch und unreif zu verhalten und nur eine ordentliche Tracht Prügel mit einer Haarbürste würde helfen, sie wieder zu Verstand zu bringen. Mary setzt sich über alle Bedenken hinweg, und die Dinge nehmen ihren Lauf. Dillon kompromittiert Mary, beide wollen durchbrennen, als Mary endlich begreift, wen sie wirklich liebt. Sie eilt Jeff nach und steht mit einer Haarbürste in der Hand vor seiner Tür. Beide heiraten schließlich.

## Hintergrund
Joan Crawford war noch in Stummfilmtagen als Darstellerin ausgelassener Mädchen, sog. Flapper in einer Serie von leichten Romanzen zum Ruhm gelangt. Zu Beginn der 1930er konnte sie ihren Status als Star durch den Rollenwechsel hin zur Heldin tränenreicher Melodramen weiter konsolidieren. Meist war Crawford als ambitionierte Frau zu sehen, die aus eigener Kraft die widrigen Umstände meistert und so den sozialen Aufstieg schafft und/oder durch Hartnäckigkeit ihr Glück mit einem Mann gegen jedes Vorurteil erkämpft. 
Nach 1933 spezialisierte sich die Schauspielerin auf die Darstellung wohlhabender Frauen, die romantische Verwicklungen zwischen zwei Männern erlebt und am Ende das wahre Glück findet, vorzugsweise in den Armen von Clark Gable. Heirate nie beim ersten Mal ist wie die beiden anderen Filme der Schauspielerin aus dem Jahr 1934, Sadie McKee und In goldenen Ketten, ein typisches Beispiel für diese mit viel Aufwand produzierten Filme. Crawford durchlebte die emotionalen Krisen in einer nicht endenwollenden Abfolge von spektakulären Kostümen des MGM-Chefdesigners Gilbert Adrian mit ständig wechselnden Frisuren und vor opulenten Studiokulissen, die allesamt von Cedric Gibbons entworfen wurden. Die Kameraführung tauchte die Szenen mittels des von MGM bevorzugten weichen Oberlichts in eine luxuriöse, weich gezeichnete Aura von Wohlstand und Gediegenheit. Der hohe Stellenwert von Joan Crawford in der internen Studiohierarchie zeigt sich auch darin, dass ihr mit Clark Gable und Robert Montgomery gleich zwei der populärsten männlichen Stars von MGM an die Seite gestellt werden. Der Film kam in Deutschland unter dem Titel Ein Herz ist zu verschenken in die Kinos.
Die Schauspielerin beurteilte rückblickend den Wert des Unterfangens realistisch: 

„[Es] war kein besonders guter Film, aber Clark war wieder mit dabei, sowie Bob Montgomery. Unbedeutend, aber angenehm.“

## Kinoauswertung
Der Film kam am 23. Dezember 1934 in den nationalen Verleih. Ein Budget von 392.000 US-Dollar machte aus Heirate nie beim ersten Mal eine durchschnittlich teure MGM-Produktion. Der Film spielte in den USA mit  1.399.000 US-Dollar eine sehr beachtliche Summe ein, Indiz für die unverändert hohe große Popularität von Joan Crawford bei ihren Fans war. Mit den Auslandseinnahmen von 800.000 US-Dollar und einem kumulierten Gesamtergebnis von 2.199.000 US-Dollar konnte das Studio am Ende einen hohen Gewinn von 1.132.000 US-Dollar realisieren. 

## Kritiken
Die meisten Kritiker waren wohlwollend gegenüber den Stars.
Das Branchenblatt Variety zeigte sich in seiner Rezension angetan von der Hauptdarstellerin.: 

„Miss Crawford gibt eine ihrer besten Darstellungen. Sie bleibt immer glaubhaft. Das Ironisch-Moralisierende, das oft ihre Filme kennzeichne, fehlt hier weitgehend. Der Film bietet im Grunde nur eine weitere Variation des ewigen Liebesdreiecks.“

Das Lexikon des internationalen Films nennt den Film auch im Abstand etlicher Jahrzehnte 

„[e]ine temporeiche Liebeskomödie voller Slapstick-Elemente, die sympathische Unterhaltung bietet.“